# خوسيه كارلوس دوس سانتوس
خوسيه كارلوس دوس سانتوس (بالبرتغالية: José Carlos dos Santos‏) هو لاعب كرة قدم برازيلي، ولد في 17 مارس 1954 في ريسيفي في البرازيل. لعب مع نادي غواراني ونادي فلومينينسي.

## وصلات خارجية
- خوسيه كارلوس دوس سانتوس على موقع أوليمبيديا (الإنجليزية)